# (7578) Georgböhm
(7578) Georgböhm, désignation internationale (7578) Georgbohm, est un astéroïde de la ceinture principale.

## Description
(7578) Georgbohm est un astéroïde de la ceinture principale. Il fut découvert le 22 septembre 1990 à La Silla par Eric Walter Elst. Il présente une orbite caractérisée par un demi-grand axe de 2,79 UA, une excentricité de 0,08 et une inclinaison de 3,3° par rapport à l'écliptique.
Cet astéroïde est nommé en l'honneur de l'organiste et compositeur allemand Georg Böhm (1661-1733).

## Compléments